# 수면의 과학
《수면의 과학》(La Science des reves, The Science Of Sleep)은 프랑스에서 제작된 미셸 공드리 감독의 2006년 코미디, 판타지, 멜로/로맨스 영화이다. 가엘 가르시아 베르날 등이 주연으로 출연하였고 조르쥬 베르만 등이 제작에 참여하였다. 이 영화는 Sam Mounier이 쓴 취침 시간의 이야기에 그 뿌리를 두고 있다.

## 출연

### 주연
- 가엘 가르시아 베르날
- 샤를로뜨 갱스부르

### 조연
- 알랭 샤바
- 미우 미우
- 엠마 드 칸니스
- 피에르 바넥
- 오렐리아 페티
- 사샤 브르도
- 스테판 메츠거
- 알렝 드 모엔코트
- 이니고 레지

## 기타
- 라인프로듀서: 이니고 레지
- 미술: 앤 채크라버티
- 미술: 피에르 펠
- 미술: 스테판 로젠바움
- 의상: 플로렌스 퐁텐
- 배역: 나탈리 기욤
- 배역: 줄리 나바로

## 같이 보기
- 꿈
- 자각몽
- 거짓 깨어남